# خوان کارلوس بییامایر
خوان کارلوس بییامایر (۵ مارس ۱۹۶۹) یک بازیکن فوتبال اهل پاراگوئه است. وی در تیم ملی فوتبال پاراگوئه بازی کرده است.